# Михайлов, Валерий Лукич
Валерий Лукич Михайлов (род. 20 марта 1960, Казань) — советский хоккеист, защитник.

## Биография
Воспитанник казанского хоккея. Начинал играть в сезоне 1977/78 в команде первой лиги СК им. Урицкого (Казань). С конца сезона 1979/80 начал играть в команде высшей лиги «Спартак» Москва. В начале сезона 1985/86 провёл три матча за воскресенский «Химик», затем перешёл в «Кристалл» Электросталь. С сезона 1987/88 — в СК им. Урицкого. После сезона 1990/91 в команде, переименованной в «Итиль», завершил карьеру.
4-кратный серебряный призёр чемпионата СССР в составе «Спартака».
Чемпион мира среди молодёжных команд 1980 года.
Сын Константин (род. 1983) также хоккеист.